# Цирекидзе, Ираклий
Ираклий Цирекидзе (груз. ირაკლი ცირეკიძე, 3 мая 1982) — грузинский дзюдоист средней и полутяжёлой весовых категорий, выступал за сборную Грузии в середине 2000-х — начале 2010-х годов. Чемпион летних Олимпийских игр в Пекине, чемпион мира, серебряный и дважды бронзовый призёр чемпионатов Европы, чемпион Европы в командной дисциплине, победитель многих турниров национального и международного значения.

## Биография
Ираклий Цирекидзе родился 3 мая 1982 года. Впервые заявил о себе в сезоне 2002 года, заняв в полусреднем весе седьмое место на домашнем международном турнире класса «А» в Тбилиси.
Первого серьёзного успеха на взрослом международном уровне добился в 2005 году, когда попал в основной состав грузинской национальной сборной и побывал на этапах Кубка мира в Праге и Тбилиси, откуда привёз награды бронзового и серебряного достоинства соответственно, выигранные в зачёте среднего веса. Кроме того, в этом сезоне выступил на чемпионате Европы в Роттердаме, где, тем не менее, попасть в число призёров не смог, проиграв на стадии полуфиналов итальянцу Роберто Мелони. Год спустя одержал победу в командной дисциплине на командном мировом первенстве в Париже.
В 2007 году добавил в послужной список серебряную медаль, полученную на чемпионате Европы в Белграде — в решающем поединке среднего веса потерпел поражение от представителя Украины Валентина Грекова. Позже одержал победу на чемпионате мира в Рио-де-Жанейро, в том числе победил в финале олимпийского чемпиона из Греции Илиаса Илиадиса. Ещё одну золотую награду получил на командном европейском первенстве в Минске, где сборная Грузии взяла верх над всеми остальными командами.
На чемпионате Европы 2008 года в Лисабоне Цирекидзе взял бронзу — единственное поражение потерпел здесь в полуфинале от азербайджанца Эльхана Мамедова. На командном чемпионате мира в Токио вновь был лучшим в составе грузинской сборной. Благодаря череде удачных выступлений удостоился права защищать честь страны на летних Олимпийских играх 2008 года в Пекине — в среднем весе поборол всех четырёх оппонентов, в том числе россиянина Ивана Першина в полуфинале и алжирца Амара Бенихлефа в финале, став таким образом олимпийским чемпионом.
После пекинской Олимпиады Ираклий Цирекидзе остался в основном составе дзюдоистской команды Грузии и продолжил принимать участие в крупнейших международных турнирах, хотя поднялся при этом в полутяжёлую весовую категорию. Так, в 2009 году он выиграл бронзовые медали на гран-при Гамбурга и на этапе Кубка Европы в Зиндельфингене. В следующем сезоне одержал победу на этапе Кубка мира в Париже, ещё через год стал бронзовым призёром европейского первенства в Стамбуле, где в четвертьфинале проиграл представителю Латвии Евгению Бородавко, и бронзовым призёром мирового первенства в Париже, где в том же четвертьфинале потерпел поражение от бельгийца Элько ван дер Геста.
В 2012 году Цирекидзе выступил на чемпионате Европы в Челябинске и вскоре был дисквалифицирован решением Международной федерации дзюдо (IJF) и Всемирного антидопингового агентства (WADA) сроком на три месяца за обнаруженный в крови запрещённый препарат (название препарата не уточнялось). У него забрали бронзовую награду, завоёванную на турнире Большого шлема в Токио в декабре 2011 года и лишили 120 очков в мировом-рейтинг листе IJF.
Поскольку Цирекидзе был на тот момент явным лидером сборной, ожидалось, что он будет представлять страну на Олимпийских играх 2012 года в Лондоне, однако австрийский тренер грузинской команды Петер Зайзенбахер включил в состав вместо него Левана Жоржолиани. Несмотря на хорошую физическую форму и успешные тренировки, Цирекидзе якобы заявил тренеру, что психологически не готов. Тамаз Навериани, один из вице-президентов федерации дзюдо Грузии, присутствовавший на этой же пресс-конференции, заявил, что Жоржолиани лучше, так как в рейтинге он на 258 баллов опережает Цирекидзе, а кроме того, последний не пришёл на встречу, посвященную процессу подготовки. Журналисты на пресс-конференции посчитали аргументы Цирекидзе весьма странными и безрезультатно пытались с ним связаться.
С тех пор он больше не участвовал в крупных международных турнирах, решив завершить карьеру профессионального спортсмена.

## Награды
- Президентский орден «Сияние»